# Vijetnamski mučenici
Vijetnamski mučenici, poznati i kao Mučenici Indokine ili Tonkinški mučenici, svetci Općeg rimskog kalendara koji su zbog pripadnosti katoličkoj vjeri podnijeli mučeničku smrt na tlu Vijetnama i Indokineskom poluotoku. Nazivnik se odnosi na 117 europskih misionara, vijetnamskih svećenika i vjernika laika ubijenih iz mržnje prema vjeri (lat. in odium fidei) tijekom 17., 18. i 19. stoljeća. Kanonizirao ih je papa Ivan Pavao II. na Trgu svetog Petra u Vatikanu, u lipnju 1988., čemu je prethodila nekolicina pojedinačnih beatifikacija još od pape Lava XIII. Među njima se ističe Andrija Dũng-Lạc, po kojem su skupina ponekad naziva sv. Andrija Dũng-Lạc i drugovi (mučenici).
Na temeljima njihova mučeništva izgrađena je Katolička Crkva u Vijetnamu, koja danas broji oko 6 milijuna vjernika, s petom po brojnosti katoličkom zajednicom u Aziji. Tijekom tri stoljeća katoličkih progona u Vijetnamu ubijeno je između 130 i 300 tisuća vjernika. Katoličku vjeru na vijetnamsko tlo donijeli su francuski i španjolski dominikanci i isusovci, koji su vremenom obrazovali vijetnamski kler na kojemu se temelji današnja crkvena hijerahija i uspostava u Vijetnamu.
Kršćani su bili izloženi progonima i za vrijeme komunističkog režima Sjevernog Vijetnama, koji je promicao državni ateizam uz poseban odnos prema tradicionalnom budizmu nauštrb drugih vjeroispovijesti.